# Casa Zambelli
Casa Zambelli è un edificio ad uso abitazione che sorge nei pressi del Parco urbano Franco Agosto di Forlì, realizzato tra il 1956 e il 1961 su progetto degli architetti milanesi Franco Albini e Franca Helg.
La tipologia architettonica è definita da una planimetria in cui prevalgono gli angoli retti. È costituita da nuclei tra loro sfalsati, assemblati attorno ad uno spazio principale centrale o ad un vano scala con una modalità irregolare. Il profilo esterno risulta pertanto seghettato e si adatta alla morfologia locale del sito sul quale sorge, e alle differenze di quota dovute alla vicinanza delle colline del parco. La struttura offre anche la possibilità di affacci differenziati con tagli visivi in diagonale che permettono di inquadrare gli elementi dello spazio aperto circostante che della struttura stessa favorendo l'integrazione dell'edificio nell'ambiente circostante.
La pianta dell'abitazione definisce una sorta di H irregolare. Uno degli incavi centrali dell'abitazione costituisce l'ingresso mentre il vuoto posto genera una sorta di semipiano ad C, con piani a differenti quote che determina la continuità tra interno dell'edificio e giardino, abbracciato dall'andamento irregolare dei locali di soggiorno e pranzo che sono sfalsati e incastrati l'uno con l'altro.
Una delle 2 ali laterali irregolari è costituita dalla sequenza di camere da letto sfalsate che vanno creare un profilo esterno, come già ricordato, a denti di sega segnato dalle finestre che svuotano gli angoli.